# شعبية المرج
شعبية المرج هي مدينة تقع في شمال شرق ليبيا بين محافظة الجبل الأخضر من جهة الشرق ومحافظة الحزام الأخضر من جهة الغرب، بلغ مجموع سكانها حسب تعداد 2006 العام للسكان ما يقارب 184,531 نسمة.
يعتمد اقتصاد المرج على زراعة القمح والشعير كونها خصبة الأرض، إضافة لتربية مختلف أنواع الماشية. ومدينة المرج مؤهلة للنشاط السياحي لموقعها في الجبل الأخضر ومناخها المتميز كمنتجع سياحي لاتصالها بالصحراء والبحر معا، إضافة إلى موقعها التاريخي وبها أقدم المدن بليبيا والكثير من المعالم السياحية.

## أهم المدن
- المرج
- طلميثة

## أهم المناطق في المحافظة
- فرزوغة
- العويلية
- البياضة
- الدرسية
- البنية
- سيدي الصادق
- سيدي نوح
- مدور الزيتون
- شهداء اسدوس.
- المسيرة الخضراء.
- تاكنس.
- بطة.
- الخروبة.
- جردس العبيد.
- المليطانية.
- إسطاطا.